# 胡杜克

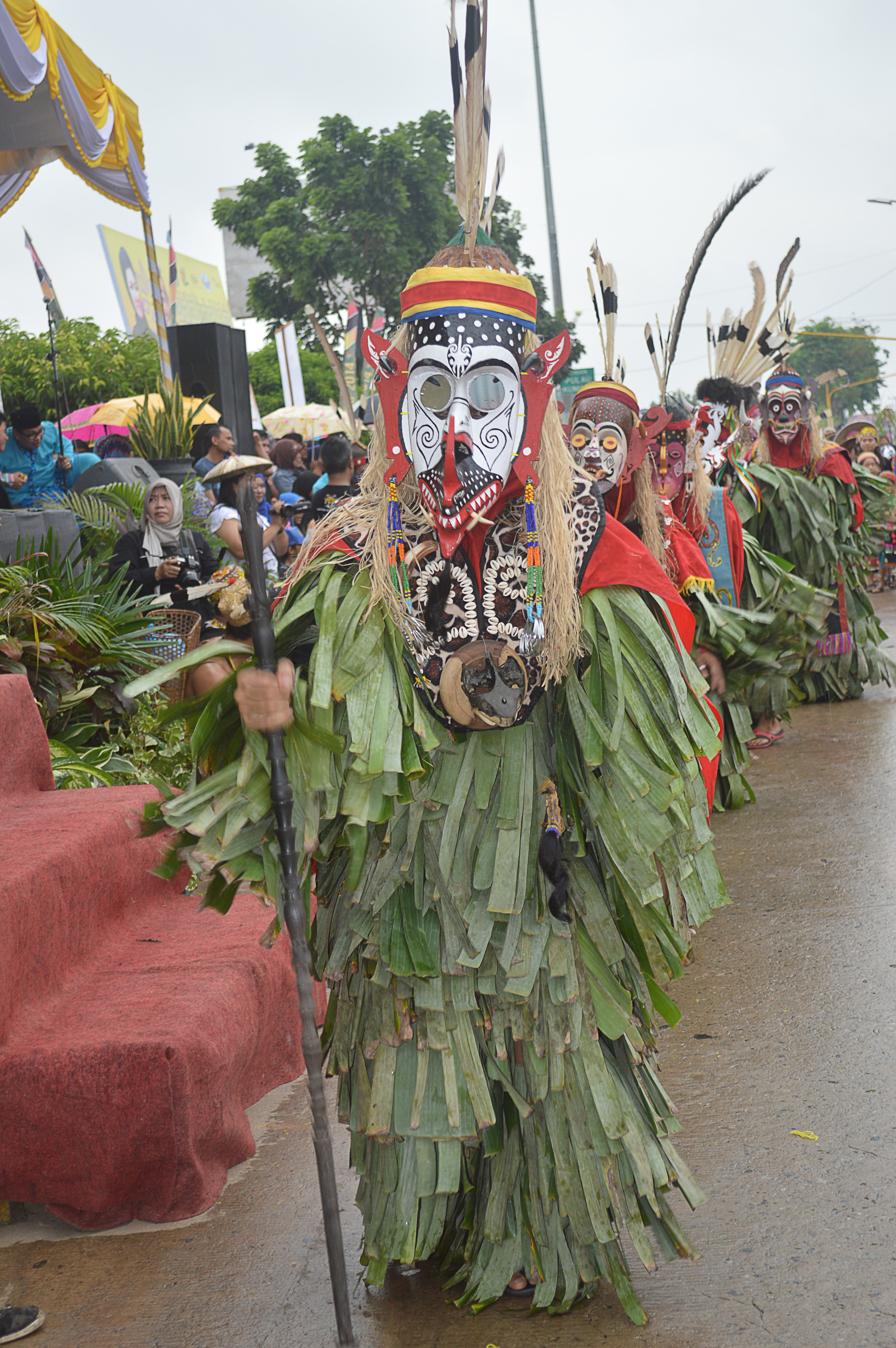
胡杜克舞者。

胡杜克(hudoq)是印度尼西亞土著民族達雅族在播種與收成時期，用於祈禱豐收的舞蹈儀式，起源於東加里曼丹省馬哈坎烏魯縣。
「胡杜克」在當地土著語言中泛指13種農作害獸，如老鼠、野豬、豹和烏鴉等。 舞者戴著象徵害獸的面具，身披香蕉與檳榔葉載歌載舞，最後以扮演農夫的舞者出場驅趕胡杜克作為結束，舞蹈時間為1-5小時不等。

## 相關圖片

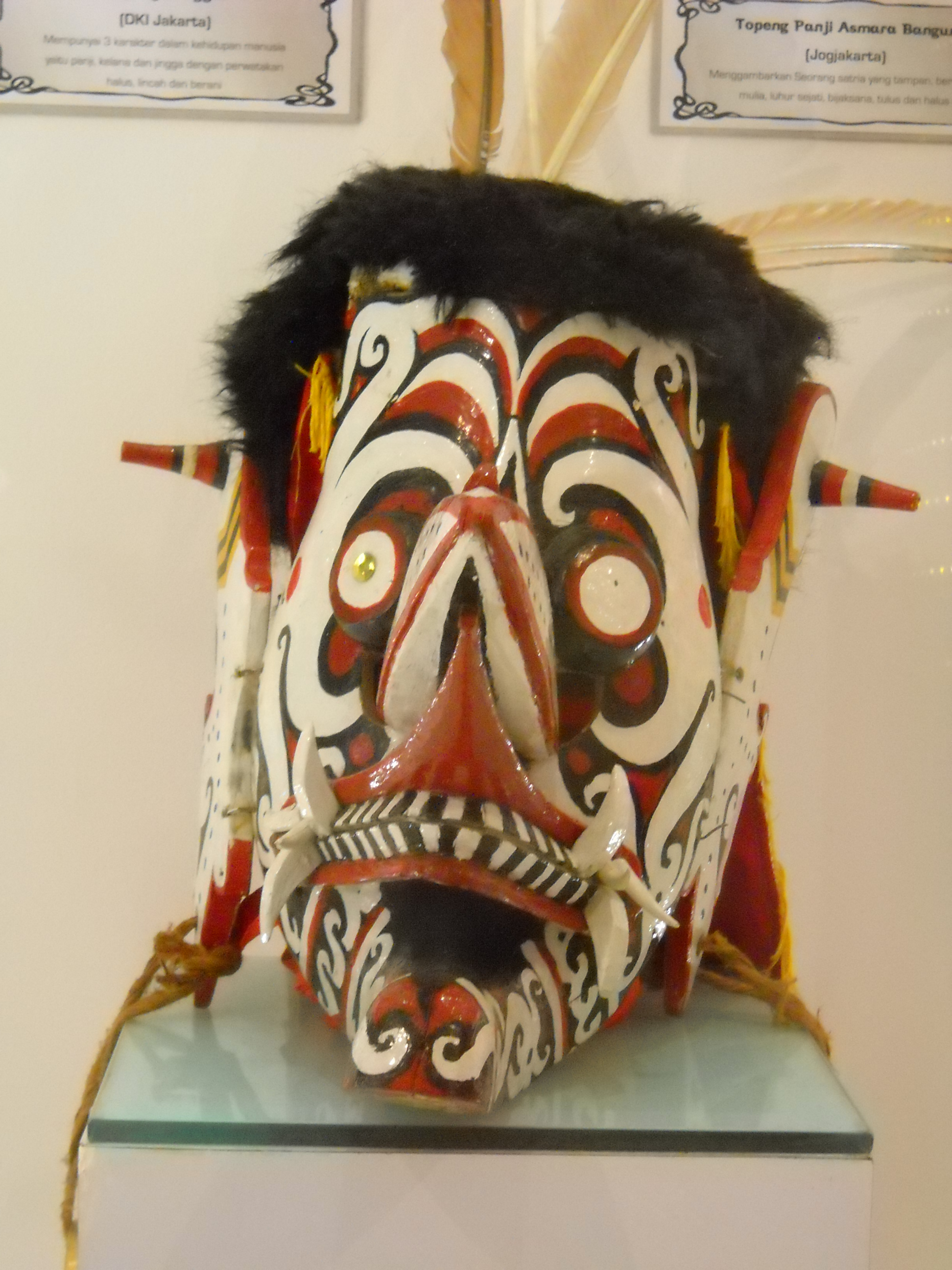
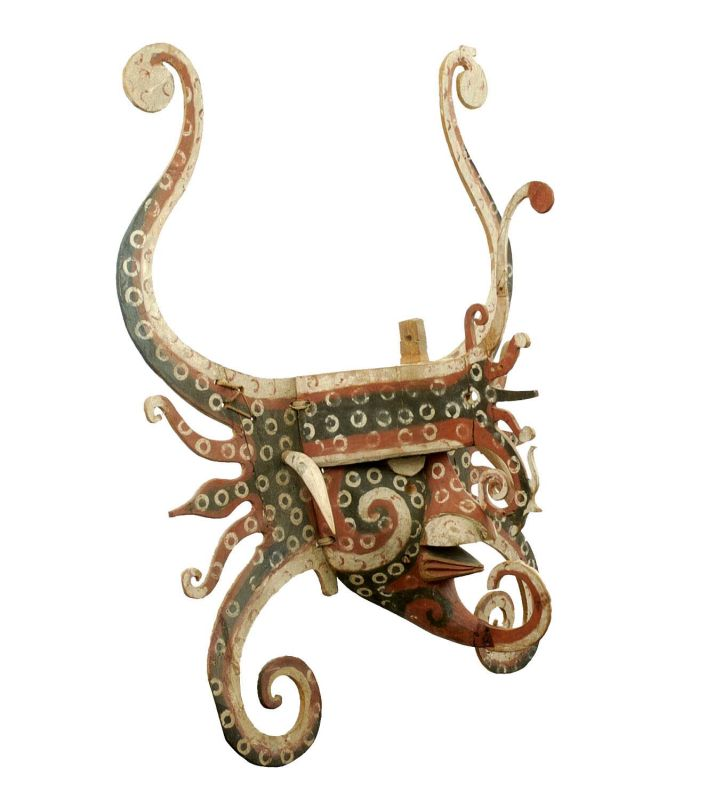
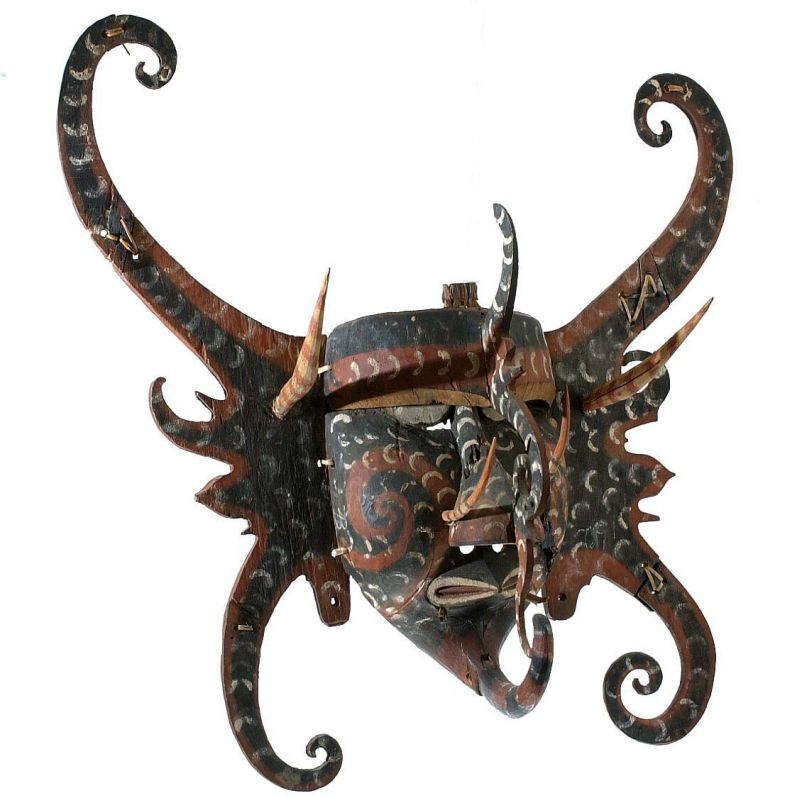
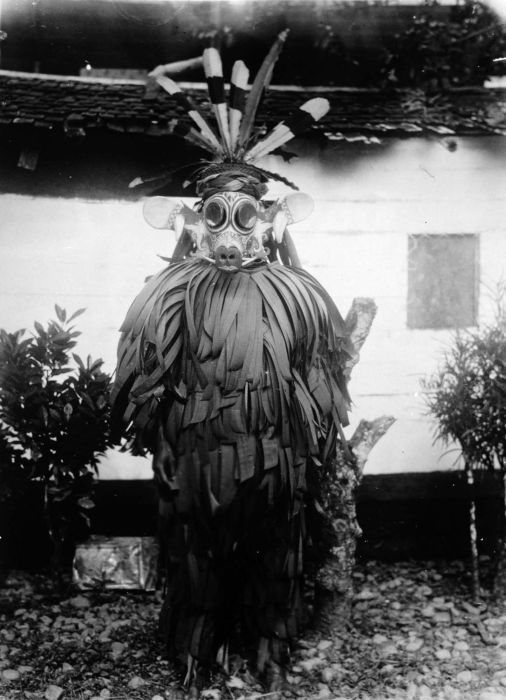
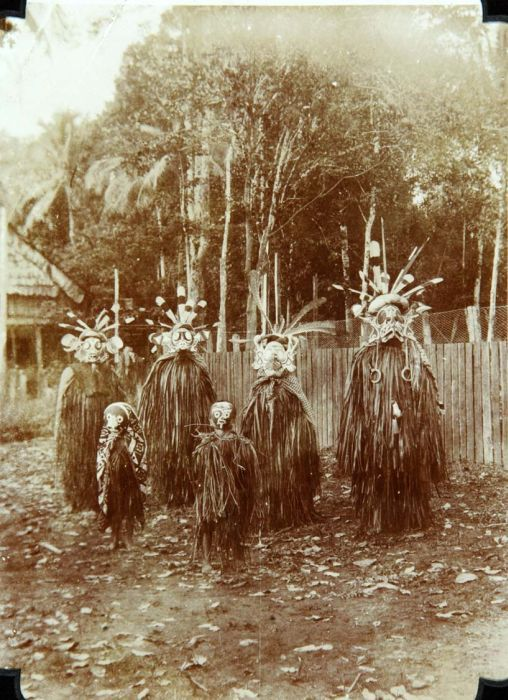
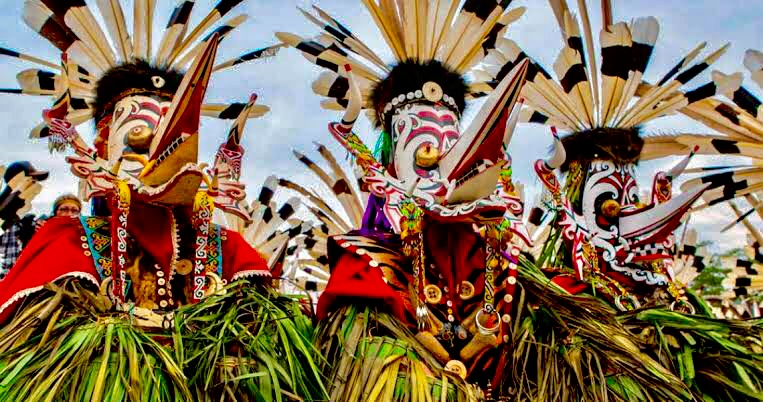